# Gliese 880
Gliese 829 eller HD 216899 är en ensam stjärna belägen i den mellersta delen av stjärnbilden Pegasus. Den har en skenbar magnitud av ca 8,68 och kräver en kraftig handkikare eller ett mindre teleskop för att kunna observeras. Baserat på parallax enligt Gaia Data Release 3 på ca 145,6 mas, beräknas den befinna sig på ett avstånd på ca 22,40 ljusår (6,87 parsek) från solen. Den rör sig närmare solen med en heliocentrisk radialhastighet på ca –28 km/s.

## Egenskaper
Gliese 880 är en röd dvärgstjärna i huvudserien av spektralklass M1.5 V Den har en massa som är ca 0,59 solmassor, en radie på ca 0,69 solradier och har en effektiv temperatur av ca 3 400 K. Ingen följeslagare till Gliese 880 har upptäckts fram till 2020.

## Planetsystem
I juni 2019 rapporterades upptäckt av en tänkbar exoplanet i cirkulation kring Gliese 880.
| Planet         | Massa             | Halv storaxel (AE) | Siderisk omloppstid (d) | Excentricitet   | Inklination | Radie |
| -------------- | ----------------- | ------------------ | ----------------------- | --------------- | ----------- | ----- |
| b (obekräftad) | > 8,5 +5,7−4,7 M⊕ | 0,187 ± 0,016      | 39,372 ± 0,050          | 0,13 +0,25−0,13 | -           | -     |